# Dannemora
Dannemora è un comune degli Stati Uniti d'America, situato nello Stato di New York, nella contea di Clinton.